# Пирогова Тетяна Іванівна
Тетяна Іванівна Пирогова (нар. 27 травня 1982, Телешівка, Київська область)  — українська співачка (народне сопрано), солістка Національного заслуженого академічного українського народного хору України імені Григорія Верьовки (2006). Народна артистка України (2023). Лауреатка міжнародних та всеукраїнських конкурсів та фестивалів.

## Життєпис
Тетяна Пирогова народилася 27 травня 1982 року в селі Телешівці, нині Рокитнянська громада, Білоцерківський район, Київська область, Україна).
У 2004 році закінчила факультет музичного мистецтва Київського національного університету культури і мистецтва (клас народної артистки України Наталії Цюпи).
Протягом 2001—2005 років була артисткою театру пісні «Славія», а паралельно у 2002—2004 роках — солісткою ансамблю «Родень». Згодом, у 2005—2006 роках, співала в українському фольклорно-етнографічному ансамблі «Калина».
Від 2006 року є солісткою Національного українського народного хору України імені Григорія Верьовки. При цьому хорі у 2008 році ініціювала створення народно-фольклорного тріо спільно з Тетяною Прядко та Оксани Ільченко. З 2010 року також викладає у вокально-хоровій студії при хорі.
Починаючи з 2008 року, є солісткою-вокалісткою Національної опери України. Крім того, з 2013 року працює доцентом кафедри теорії та методики постановки голосу в Українському державному університеті імені Михайла Драгоманова, а з 2022 року — доцентом кафедри сценічного мистецтва в Міжнародному університеті (обидва в Києві).
Є художнім керівником вокального ансамблю «Ягідки», до складу якого входять її учні. Від 2014 року згаданий колектив здобув численні нагороди, ставши лауреатом міжнародних та всеукраїнських конкурсів і фестивалів.
Значна частина її діяльності присвячена благодійним концертним акціям на підтримку ЗСУ, в організації та проведенні яких вона бере активну участь.
У сфері музикознавства та аранжування Пирогова відома як авторка розшифровок українських автентичних пісень. Створює обробки народних пісень для різноманітних вокальних форматів: тріо, вокальних ансамблів та хорових колективів.
Її виконавча кар'єра включає сольні виступи та проведення майстер-класів з народного сольного та ансамблевого співу як в Україні, так і за кордоном.
Пирогова характеризується як яскрава, колоритна та харизматична артистка, що володіє бездоганною вокальною технікою та високим рівнем сценічної майстерності. Вона демонструє здатність виконувати найскладніші сольні партії в широкому діапазоні вокальних манер: народній (включаючи автентику, мікстовий спів, вивід, пищик, народне грудне звучання з широким діапазоном), академічній та естрадній.
Одним з ключових напрямків її діяльності є пропаганда українського народно-пісенного мистецтва та українських традицій як на національному, так і на міжнародному рівнях.

## Нагороди
- народна артистка України (17 листопада 2023) — за значний особистий внесок у розвиток національної культури і мистецтва, вагомі творчі здобутки та високу професійну майстерність[2];
- заслужена артистка України (11 жовтня 2018) — за вагомий особистий внесок у розвиток національної культури і мистецтва, багаторічну плідну творчу діяльність та високу професійну майстерність[3].